# Xenohelea galatea
Xenohelea galatea är en tvåvingeart som beskrevs av Meillon 1942. Xenohelea galatea ingår i släktet Xenohelea och familjen svidknott. Inga underarter finns listade i Catalogue of Life.